# Historiologia

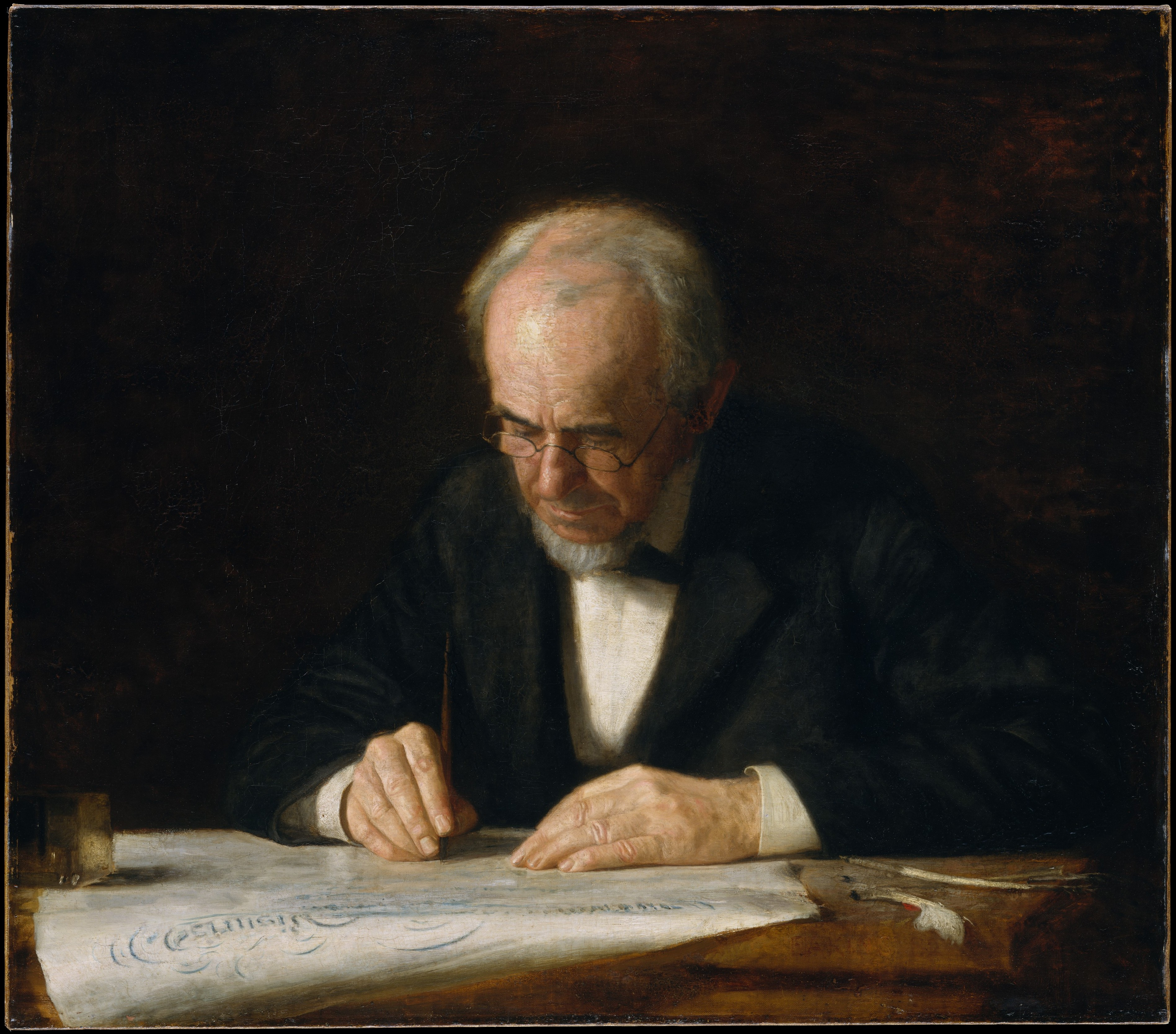
ligação:https://commons.wikimedia.org/wiki/File:The_Writing_Master_MET_DT2038.jpg

A Historiologia é um conceito utilizado para se designar os estudos acerca do trabalho feito pelo historiador, ou seja, a escrita da História. Entretanto, também é reconhecido que a Filosofia da história faça um trabalho semelhante, sendo apenas mais abrangente ao também estudar o significado de uma história em si, ou seja, uma história independente do trabalho do historiador.

## Conceito
Allan Megill (2016) aponta que a historiologia enquanto área de estudos originou-se como o produto de um problema conceitual sobre a escrita historiográfica, e foram necessárias várias elaborações entre filósofos, historiadores e retóricos para que o ofício do historiador fosse propriamente um problema para questões teóricas e filosóficas. Nesse sentido, para o autor, o século XIX se mostrou como um momento propício para a emergência do problema, pois foi nesse período que a História reivindicou seu status de ciência. Esse problema, o de tornar a história uma ciência, chocava com outro aspecto predominante do XIX: a crescente influência das ciências naturais. Um exemplo da crescente demanda de ambos aspectos é o positivismo de Auguste Comte, que determinava os métodos das ciências naturais (principalmente da Física) como o mais apropriado para a busca do conhecimento, inclusive para conhecer os aspectos relacionados à humanidade. Contudo, a historiologia não é uma mera reflexão metodológica sobre o fazer da História ou historiografia, senão também uma análise imediata da realidade histórica, determinando sua textura ontológica, os ingredientes radicais de que se compõe e suas dimensões primárias, mas tal análise feita de modo dependente da historiografia e sua metodologia.
A polêmica da história enquanto ciência e, principalmente, da história como seguidora dos métodos das ciências naturais, direcionou as indagações para as propriedades mais particulares da história. As principais obras que deram concisão a essa questão foram: Gundriss der Historik (1868) de J. G. Droysen que reivindica o caráter ético da história; Introdução às Ciências do Espírito (1883) de Wilhelm Dilthey, que apontou às ciências dos homens como seguidoras do método Verstehen (compreensão), e as ciências naturais do método Eklären (explicação); as monografias de Max Weber, publicadas entre 1904-1907; e as conferências minastradas por Wilhelm Windelband em 1894, que diferenciava as ciências nomotéticas, das leis universais, e as ciências ideográficas, que dizem sobre as particularidades.

## Divisão
Podemos dividir a historiologia em quatro áreas principais: hermenêutica, idealista, analítica e linguística-narrativista. A historiologia hermenêutica está ligada ao intuito mais geral de diferenciar as ciências humanas das ciências naturais, e, dentro da história, estavam preocupados com a compreensão dos textos, sendo a história intelectual o modelo de história. Os principais autores são Wilhelm Dilthey, Max Weber, Raymond Aron e Paul Veyne. A historiologia idealista também não concorda com a adequação da história às ciências naturais, ela foca nas ideias concretizadas por ações nos homens do passado, por isso seu modelo de história é a história política. Ela também dá ênfase na História como um projeto do presente, ou seja, a escrita do passado depende dos recursos do presente. Seus principais autores são F. H. Bradley, Michael Oakeshott, Benedetto Croce e R. G. Collingwood.
A historiologia analítica, das divisões feitas por Megill (2016), é a mais simpática ao positivismo. Ela começa suas discussões a partir do artigo de Carl Hempel The Function of General Laws in History (1942), aonde a História deveria se encaixar ao modelo universalizante (modelo de lei de cobertura), ainda que de maneira pobre. Mesmo que nem todos historiadores e filósofos concordem com a perspectiva de Hempel, ela inaugurou uma série de discussões, contras e à favor. Entre os principais autores da analítica estão Arthur C. Danto, Patrick Gardiner, William Dray e Morton White. A historiologia linguístico-narrativista surge no final do século XX e tem como intuito principal a análise da História a partir de suas características linguísticas, cabendo tanto a história da historiografia (analisar as obras de história a partir de critérios dos críticos literários) quanto a escrita da história (o passado como construção linguística). Os principais autores são Hayden White, Louis Mink, Roland Barthes e Frank Ankersmit. É importante frisar que essas áreas não são, necessariamente, excludentes, e que diversos autores podem se encaixar em mais de uma divisão, como Danto que pertence aos analíticos mas tem contribuições relevantes para os narrativistas, e Paul Ricoeur que inicialmente se encaixa entre os hermeneutas mas também contribuiu para os narrativistas.